# Alling Sø
Alling Sø är en sjö på Jylland i Danmark. Den ligger i Silkeborgs kommun, 190 km väster om Köpenhamn. Alling Sø ligger 23 meter över havet. Omgivningarna runt Alling Sø är en mosaik av jordbruksmark och naturlig växtlighet. Vattendraget Alling Å flyter genom sjön.